# Dystrykt Samfya
Dystrykt Samfya – dystrykt w północnej Zambii w Prowincji Luapula. W 2000 roku liczył 163 609 mieszkańców (z czego 50,26% stanowili mężczyźni) i obejmował 35 096 gospodarstw domowych. Siedzibą administracyjną dystryktu jest Samfya.